# Laguna de Contreras
Laguna de Contreras település Spanyolországban, Segovia tartományban. Laguna de Contreras Canalejas de Peñafiel, Torre de Peñafiel, Rábano, Sacramenia, Fuentidueña, Calabazas de Fuentidueña és Aldeasoña községekkel határos. Lakosainak száma 115 fő (2024).

## Népesség
A település népessége az elmúlt években az alábbi módon változott:
| Lakosok száma | 171  | 152  | 147  | 129  | 119  | 126  | 118  | 114  | 105  | 115  |
|               | 2001 | 2004 | 2007 | 2009 | 2012 | 2014 | 2017 | 2019 | 2022 | 2024 |